# رهوة بن ظفر (يهر)

تعديل مصدري - تعديل

رهوة بن ظفر هي إحدى قرى عزلة يهر بمديرية يهر التابعة لمحافظة لحج، بلغ تعداد سكانها 408 نسمة حسب تعداد اليمن لعام 2004.